# Solomon Moiseevič Volkov
Solomon Moiseevič Volkov (in russo Соломон Моисеевич Волков?; Leninabad, 17 aprile 1944) è uno scrittore, giornalista e musicologo russo, che nel 1976 emigrò dall'Unione Sovietica negli Stati Uniti, dove divenne famoso per le sue testimonianze sulla propria patria.
Particolarmente famoso il libro San Pietroburgo: da Puškin a Brodskij, storia di una capitale culturale pubblicato da Arnoldo Mondadori Editore.
Diversi musicologi sostengono che le informazioni contenute nel lavoro di Volkov dedicato a Dmitrij Šostakovič (già rigettate dalla vedova del compositore) sono inaffidabili, in parte inventate o rimaneggiate.